# Axel Kühner

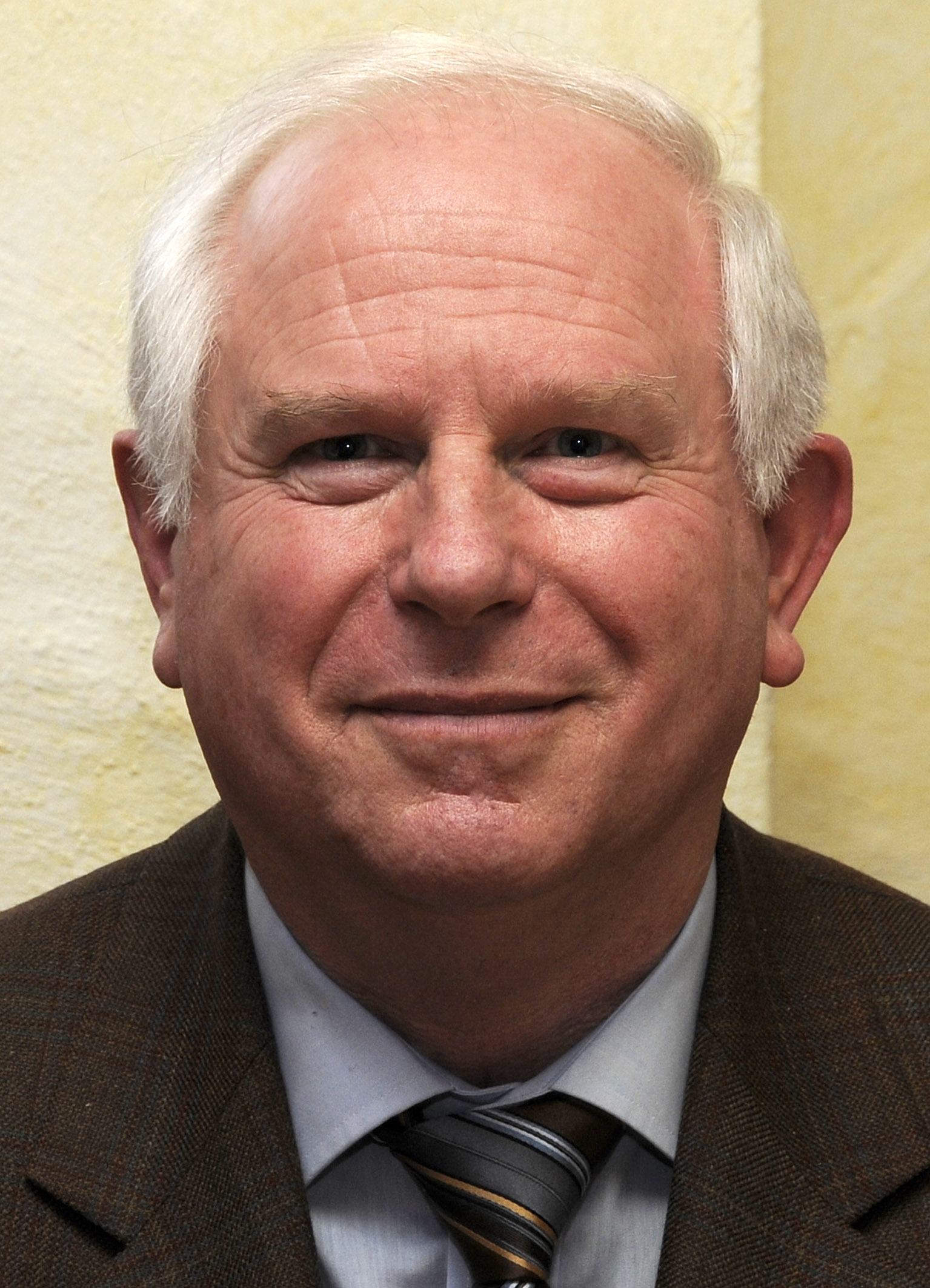
Axel Kühner (2009)

Axel Kühner (* 12. November 1941 in Ahlden) ist ein deutscher Pfarrer, Evangelist und Sachbuchautor.

## Leben
Kühner wuchs mit seinem zwei Jahre älteren Bruder in Ahlden (Aller), Niedersachsen auf, wo die Vorfahren seiner Mutter schon seit Jahrhunderten Ackerbauern und die seines Vaters Geisteswissenschaftler, Philologen und Theologen waren. 1942 zog seine Familie beruflich bedingt nach Oldenburg. Nach dem Tod seines Vaters 1945 in der sowjetischen Gefangenschaft ging es 1948 wieder nach Ahlden auf den großelterlichen Hof zurück. Von 1848 bis 1952 besuchte er dort die Volksschule und war bis 1961 am Domgymnasium Verden. Zwischen 1954 und 1959 war er Mitglied im Fußballverein TSV Ahlden und mit Beginn des Konfirmanden-Unterrichtes ab 1955 bei Pfarrer Heinrich Kemner auch Mitglied des örtlichen kirchlichen Jugendkreises. Nach der Konfirmation 1957 fand er nach einer Osterfreizeit des Jugendkreises zum Glauben an Gott. Er war zunächst Besucher und später auch Mitarbeiter der jährlich stattfindenden „Ahldener Jugendtagen“ und engagierte sich intensiv in der Jugendarbeit. So wuchs in ihm der Wunsch Pastor zu werden und er begann ab Mai 1961 sein Sprachstudium der Alten Sprachen Griechisch und Hebräisch an der Kirchlichen Hochschule Bethel in Bielefeld und studierte danach ab 1963 Evangelische Theologie in Tübingen: bei Ernst Käsemann und Otto Michel Neues Testament, bei Adolf Köberle und Jürgen Moltmann Systematische Theologie. Hier lernte er die Arbeit der Studentenmission in Deutschland (SMD) kennen. Ab 1964 studierte er in Heidelberg bei Gerhard von Rad und Claus Westermann Altes Testament. 1965 verlobte er sich mit der Krankenschwester Gertrud Gebhardt, die er 1962 in Krelingen kennen gelernt hatte. Gemeinsam studierten sie in Göttingen. Nach seinem ersten Examen in Hannover fand 1966 in Steinen (Baden), der Heimat seiner Frau, ihre Hochzeit statt. Danach war er im Vikariat in Hannover-Linden und ab 1967 im Predigerseminar in Rotenburg (Wümme), bestand 1968 sein Zweites Examen und war nach seiner Ordination ab 1969 Pastor der Gemeinde Sulingen. Schon 1976 erreichte ihn eine Anfrage aus Kassel, der er im Oktober 1977 folgte und als Evangelist der Evangelischen Kirche von Kurhessen und Waldeck bis zu seinem Ruhestand 2006 tätig war. Dazu zog er mit seiner Familie nach Dörnberg (Habichtswald) bei Kassel und 1982 weiter nach Altenritte. Er ist Mitglied des Kuratoriums der Miriam-Stiftung Dortmund. Seit 2021 publiziert er auf deren Internetauftritt Kurzandachten in der Rubrik „Gedanken für den Tag“.
Anfang der 1990er Jahre begann Kühner aus seiner Sammlung von Geschichten und Begebenheiten aus dem Leben, die er zur Illustrierung biblischer Wahrheiten in seinen Predigten verwendete, Bücher zu schreiben. Als Autor vieler Sachbücher und etlicher Andachtsbücher publiziert er hauptsächlich im Aussaat-Verlag der Neukirchener Verlagsgesellschaft. Auch im Ruhestand ist er ein gefragter Referent beim ERF Südtirol, bei Frauen-Frühstückstreffen, Eheabenden und Lesungen.

## Privates
Kühner heiratete 1966 Gertrud Gebhardt. Nach dem Tod seiner Frau, die 15 Jahre zuvor an MS erkrankt war, zog er 1998 um nach Kassel-Helleböhn. Das Paar hat drei Kinder.

## Veröffentlichungen
- Sehnsucht nach Freiheit, Marburger Blätter-Mission, Marburg/L. 1986.
- Weil wir das Leben suchen, Brunnen-Verlag, Gießen 1992, ISBN 978-3-765515385.
- Auf der Seite des Lebens, Brunnen-Verlag, Gießen 1993, ISBN 978-3-765515620.
- Das Leben neu geschenkt, Aussaat-Verlag, Neukirchen-Vluyn 1993, ISBN 978-3-7615-4878-3.
- Gut und gerne: Überlebensgeschichten nicht für jeden Tag, Aussaat-Verlag, Neukirchen-Vluyn 1996, 2. Auflage 1997 ISBN 978-3-7615-4923-0.
- Überlebensgeschichten für jeden Tag, Aussaat-Verlag, Neukirchen-Vluyn 1997, 19. Auflage 2012, ISBN 978-3-7615-1612-6.
- Kein Leben ohne Leiden, Aussaat-Verlag, Neukirchen-Vluyn 1999, ISBN 978-3-7615-5110-3.
- Hoffen wir das Beste, Aussaat-Verlag, Neukirchen-Vluyn 2001, 8. Auflage 2014, ISBN 978-3-7615-6141-6.
- Zuversicht für jeden Tag,  Aussaat-Verlag, Neukirchen-Vluyn 2001, 5. Auflage 2013, ISBN 978-3-7615-6041-9.
- Eine gute Minute, Aussaat-Verlag, Neukirchen-Vluyn 2002, 10. Auflage 2012, ISBN 978-3-7615-5972-7.
- Voller Hoffnung, Aussaat-Verlag, Neukirchen-Vluyn 2003, 2. Auflage 2004, ISBN 978-3-7615-5327-5.
- Aus gutem Grund, Aussaat-Verlag, Neukirchen-Vluyn 2004, ISBN 978-3-7615-5269-8.
- Voller Liebe und Wahrheit, Aussaat-Verlag, Neukirchen-Vluyn 2005, ISBN 978-3-7615-5410-4.
- Dir vertraue ich, Aussaat-Verlag, Neukirchen-Vluyn 2006, ISBN 978-3-7615-5478-4.
- Das große Axel-Kühner-Textarchiv: mehr als 1650 Beispielgeschichten mit biblischen Bezügen (CD-ROM), Aussaat-Verlag, Neukirchen-Vluyn 2006, ISBN 3-7615-5432-X.
- Mein Gott, auf den ich hoffe, Aussaat-Verlag, Neukirchen-Vluyn 2007, ISBN 978-3-7615-5575-0.
- Porträt Axel Kühner: 15 Jahre mit meiner MS-kranken Frau, in: Lebenslauf-Magazin, Ausgabe 06/2007.[9]
- Voller Witz und Weisheit. Jüdischer Humor und biblische Anstöße, Aussaat-Verlag, Neukirchen-Vluyn 2008, ISBN 978-3-7615-5621-4.
- Plädoyer für die Liebe, Aussaat-Verlag, Neukirchen-Vluyn 2008, ISBN 978-3-7615-5642-9.
- Ganz nah bei Gott, Aussaat-Verlag, Neukirchen-Vluyn 2008, ISBN 978-3-7615-5641-2.
- Der barmherzige Gott, Aussaat-Verlag, Neukirchen-Vluyn 2008, ISBN 978-3-7615-5643-6.
- Wenn Gott den Tisch deckt, Aussaat-Verlag, Neukirchen-Vluyn 2009, ISBN 978-3-7615-5695-5.
- Das Alphabet der Zuversicht, Aussaat-Verlag, Neukirchen-Vluyn 2009, 2. Auflage 2010, ISBN 978-3-7615-5692-4.
- Ach du liebe Zeit, Aussaat-Verlag, Neukirchen-Vluyn 2009, ISBN 978-3-7615-5694-8.
- Am guten Tag sei guter Dinge ...: Erinnerungen an Gottes Güte – Biografische Notizen, Aussaat-Verlag, Neukirchen-Vluyn 2007, 2. Auflage 2009, ISBN 978-3-7615-5521-7.
- Ein Lächeln macht die Runde, Aussaat-Verlag, Neukirchen-Vluyn 2010, 5. Auflage 2014, ISBN 978-3-7615-5773-0.
- Leben über sich selbst hinaus: Impulse für einen befreiten Glauben, Aussaat-Verlag, Neukirchen-Vluyn 2011, ISBN 978-3-7615-5845-4.
- Voller Freude und Gelassenheit – 365 Andachten,  Aussaat-Verlag, Neukirchen-Vluyn 2011, 2. Auflage 2013, ISBN 978-3-7615-5866-9.
- Voller Witz und Weisheit, Aussaat-Verlag, Neukirchen-Vluyn 5. Auflage 2012, ISBN 978-3-7615-5621-4.
- Von Herzen Dank: 55 kleine Geschichten für einen lieben Menschen, Aussaat-Verlag, Neukirchen-Vluyn 2013, ISBN 978-3-7615-6081-5.
- Du kannst nicht tiefer fallen als in Gottes Hand – Worte der Ermutigung, Aussaat-Verlag, Neukirchen-Vluyn 2014, ISBN 978-3-7615-6153-9.
- Heiter bis sonnig. Gute Aussichten für fröhliche Christen, Aussaat-Verlag, Neukirchen-Vluyn 2019, ISBN  978-3-7615-6597-1.

Vorträge auf Kompaktkassette
erschienen beim Christomenia-Cassettenstudio, Bad Zwesten
- 1984: Bewahrung und Bewährung der Gemeinde  • Chance und Erfüllung des Lebens • Chancen zum Überleben • Der Weg zum Frieden • Ist mit dem Tode alles aus? • Kampf um Sein oder Nichtsein • Leben – sinnvoll leben – überleben • Leben zwischen Angst und Hoffnung • Leid – warum lässt Gott das zu? • Treffpunkt zwischen Gott und Mensch • Was hat man vom Glauben? • Welches Lebensziel wollen wir erreichen? • Wenn das Licht die Nacht verwandelt • Wie gehen wir richtig mit unserer Zeit um? • Würde und Bürde des Menschen • Zukunft und Ende der Welt.
- 1986: Angst und Hoffnung • Feiern und Glauben • Freiheit und Bindung • Freiheit und Bindung im Glauben • Gemeinde entdecken • Hören und Gehören • Hunger und Lebensdurst • Kein Leben ohne Leiden • Klagen und Loben • Lebensziel und Lebensstil • Nachfolge • Nächstenliebe und Christusliebe • Nehmen und Geben • Richten und Verzeihen • Sehnsucht nach Freiheit • Suchen und Finden • Und wenn die Angst kommt • Wissen und Gewissheit.